# HMS Prince (1670)
Lo HMS Prince (conosciuto anche come Royal Prince) è stato un vascello di primo rango da 100 cannoni in servizio nella Royal Navy tra il 1672 e il 1692, e con il nome di Royal William dal 1692 al 1813.  Prestò servizio nella Royal Navy per 143 anni.

## Storia

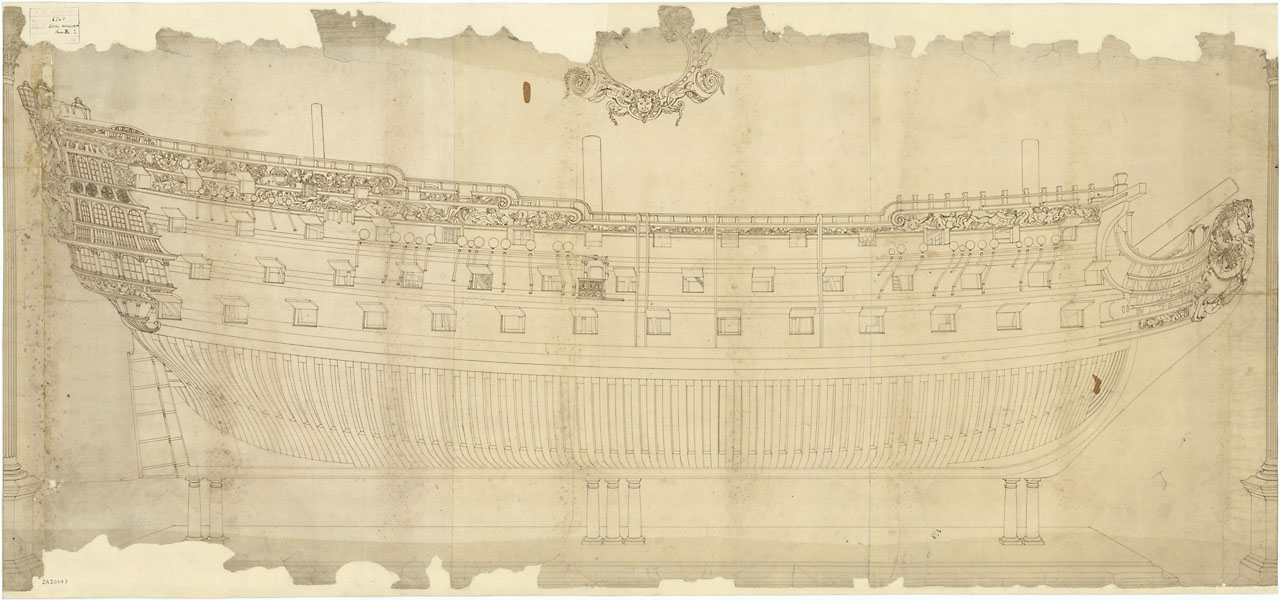
Piano costruttivo del vascello Royal William del 1719.

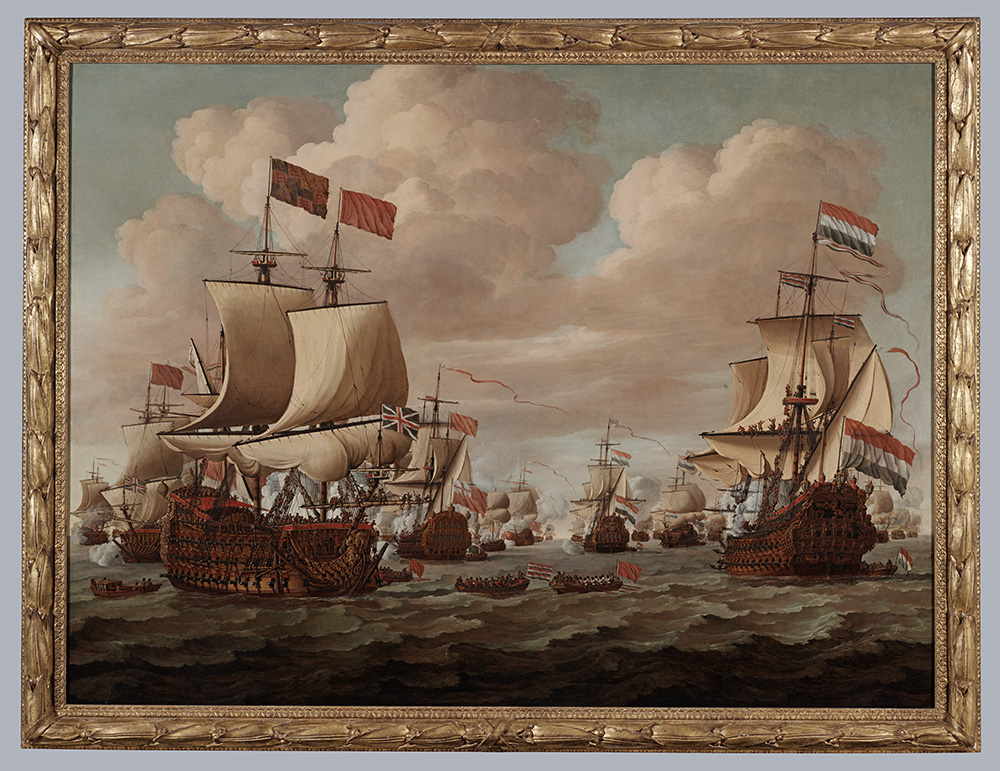
Il Prince in azione contro il vascello olandese Gouden Leeuw durante la battaglia di Texel (11 agosto 1673). Dipinto di Willem van de Velde il Giovane.

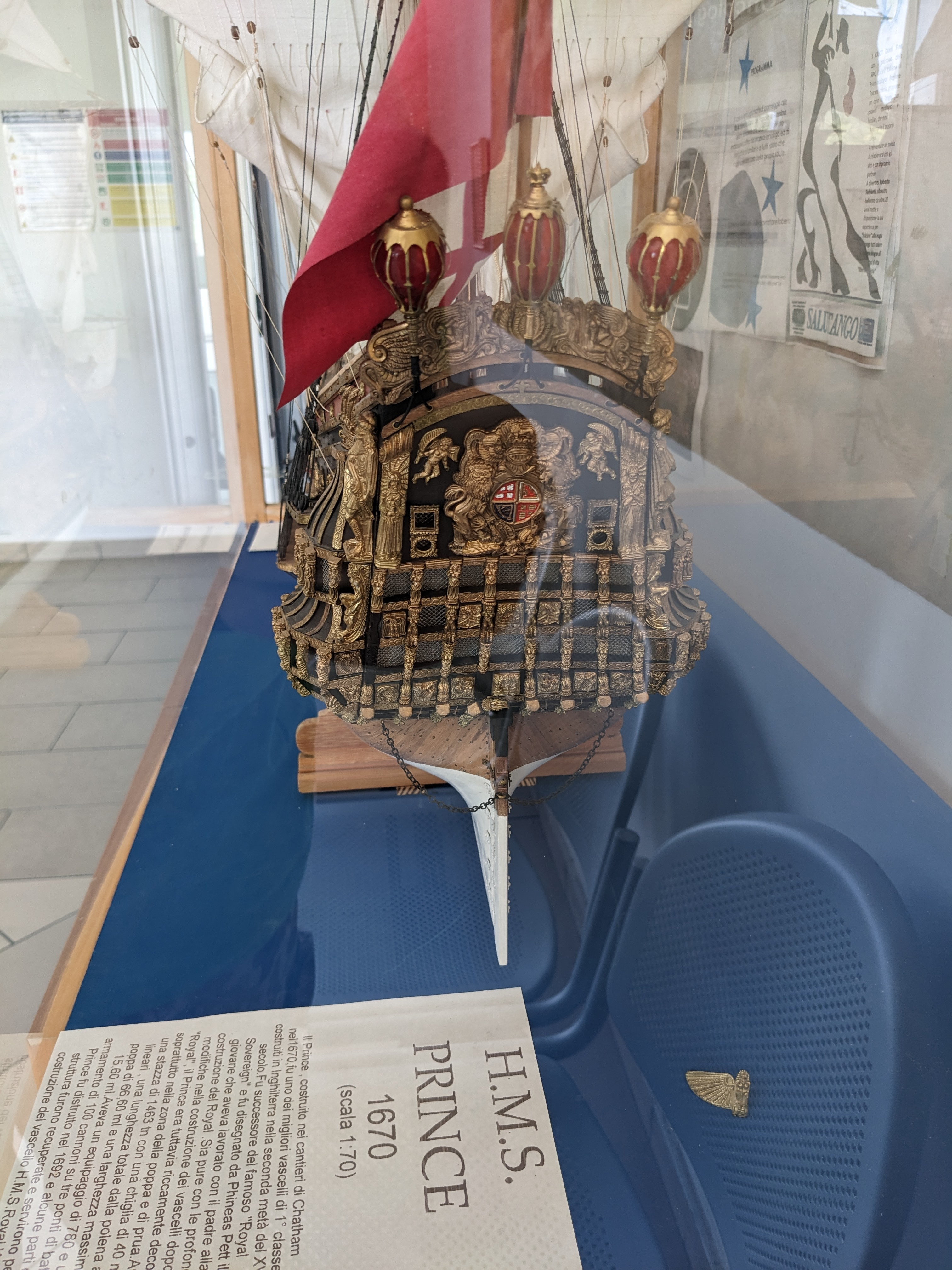
Particolare della poppa del modello del vascello Prince esposto presso l'ospedale Santa Maria Annunziata a Ponte a Niccheri, Bagno a Ripoli.

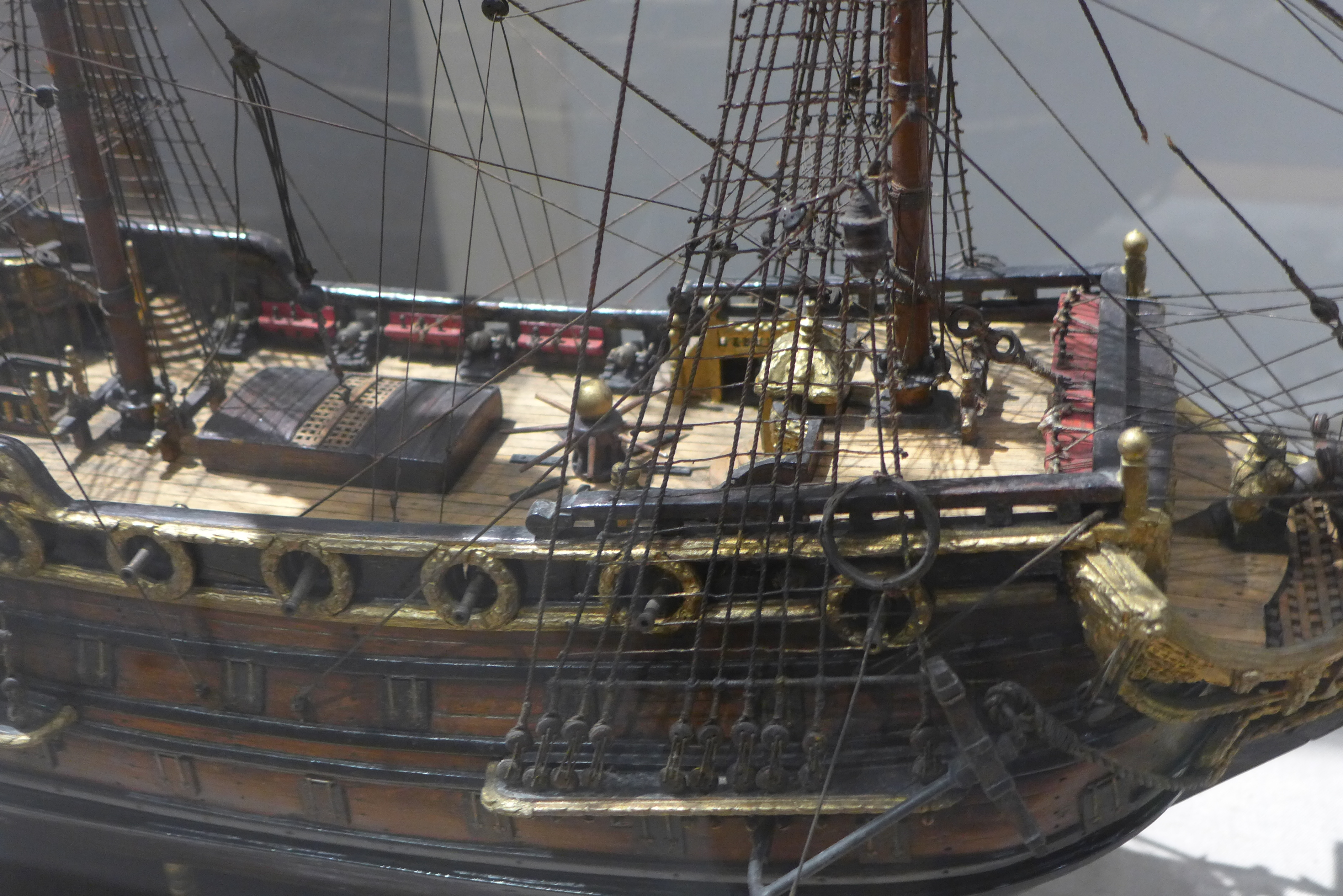
Particolare del modello del vascello Prince esposto presso la collezione dello Hull Maritime Museum.

Il vascello di primo rango Prince da 100 cannoni fu impostato presso il cantiere navale di Deptford nel giugno 1667, sotto la direzione di Phineas Pett il Giovane,  venne varato il 3 dicembre 1670, ed entrò in servizio nella Marina reale il 15 gennaio 1672. Lunga 131 piedi alla chiglia e 167 piedi 3 pollici lungo il ponte superiore, era una nave del dislocamento di 1.403 tonnellate. Il vascello era armato con 26 cannoni da sette sul ponte inferiore, 28 colubrine (approssimativamente un cannone da 24 pdr) sul ponte centrale, 28 demi-culverins (approssimativamente un cannone da 12 pdr) sul ponte superiore, 10 saker (circa un cannone da 9 pdr) sul cassero con altri quattro sul castello di prua e 4 cannoni da 3 pdr sul ponte di poppa. Lo HMS Prince disponeva di nove scialuppe e tre ancore, e di un equipaggio di 780 uomini.
Durante la terza guerra anglo-olandese servì come nave ammiraglia del Lord grand'ammiraglio Duca di York.
Durante la battaglia di Solebay (1672) si trovava al centro della flotta inglese che fu attaccato dal centro olandese guidato dall'ammiraglio Michiel de Ruyter. Il Prince fu gravemente danneggiato dall'ammiraglia di De Ruyter, la De Zeven Provinciën, in un combattimento di due ore e il capitano della flotta Sir John Cox fu ucciso a bordo. Il Duca di York fu costretto a spostare la sua bandiera sul St Michael.
Il vicecomandante del Prince, capitano John Narborough, si comportò così valorosamente che ottenne un'approvazione speciale e fu nominato cavaliere poco tempo dopo. Con la fine della guerra il Prince fu messo in disarmo a Chatham. 
Il 18 aprile 1691 il Prince fu portato nel Royal Dockyard a Chatham per essere letteralmente ricostruita sotto la direzione di Robert Lee presso il , venendo smantellata, e i legni usurati o marci sostituiti con nuovi. La nave fu nuovamente varata a Chatham il 21 aprile 1692 e fu ribattezzata in onore del nuovo re, Royal William.  La nave entrò in servizio a Chatham sotto il comando del capitano Thomas Jennings come nave ammiraglia di Sir Ralph Delavall, comandante della squadra d'avanguardia della divisione rossa della flotta inglese.
Durante la guerra della Grande Alleanza la nave partecipò alla Battaglia di Barfleur-La Hogue il 19 maggio 1692. Il Royal William apparteneva allo squadrone rosso e su di esso alzava la sua insegna il contrammiraglio Sir Cloudesley Shovell. Fu la prima nave a rompere la linea francese durante il corso della battaglia.
La guerra di successione spagnola iniziò nel 1701 e terminò nel 1714, ma il Royal William non vi partecipò. Alla fine della guerra fu considerato obsoleto e venne presa la decisione di smontare la nave e ricostruirla secondo un nuovo desegno sotto la direzione di John Naish. Il 1º gennaio 1714 il Royal William fu portata nel Royal Dockyard di Portsmouth per iniziare lavori sulla base delle Disposizioni del 1719. Il 3 settembre 1719 la nave fu varata di nuovo a Portsmouth, disponendo di una nuova prua e una nuova poppa, inoltre era stata allungata e allargata. Il vascello era ora più grande del 25%, più lungo di 8 piedi e 1 pollice sul ponte superiore (ora 175 piedi e 4 pollici) e di 11 piedi e 7 pollici più lunga sulla chiglia (ora 142 piedi e 7 pollici). La larghezza era di 50 piedi e 3,5 pollici tra le travi e dislocava 1.918 tonnellate. 
Posto in disarmò dopo il varo non vide alcun servizio attivo, e la nave fu ormeggiata in ordinario a un boa a Portsmouth, considerato in eccedenza rispetto al fabbisogno. Lì la nave sarebbe rimasta per i successivi 36 anni. finché il suo armamento non fu ridotto a 84 cannoni (28 da 32 libbre, 28 da 18 libbre, 28 da 9 libbre).
Mentre la nave era all'ormeggio a Portsmouth, nel Nord America iniziarono le tensioni tra i coloni britannici, in piena fase di espansione, e quelli francesi. Con la guerra considerata imminente, gli inglesi decisero di iniziare a prepararsi. Il 1º novembre 1755 il Commissario residente presso il Royal Dockyard di Portsmouth ricevette istruzioni dal Navy Board che il Royal William doveva essere ridotta a una nave di seconda classe da 84 cannoni. Il 29 giugno 1756 fu portata in arsenale per iniziare i lavori che comportarono la completa rimozione della poppa reale e dei ponti di poppa della nave, nonché di parte del cassero. Gli alloggi del maestro di vela sotto la poppa reale dovevano essere trasferiti nel quadrato sul ponte centrale e gli alloggi del capitano, situati sotto il ponte di poppa, furono spostati negli ex alloggi dell'ammiraglio sul ponte superiore. Lo scopo di tutto questo lavoro era ridurre la pressione sulla sua ossatura, la maggior parte delle quali si avvicinava ai 100 anni di età. Anche la poppa fu rimodellata e l'8 agosto 1757 la nave fu varata nel porto di Portsmouth come vascello di secondo rango. Reimmessa in servizio sotto il capitano Wittewrong Taylor, era armata con 28 cannoni lunghi da 32 pdr sul ponte inferiore, 28 cannoni lunghi da 18 pdr sul ponte centrale e 28 cannoni lunghi da 9 pdr sul ponte superiore, insieme a circa una dozzina di cannoni girevoli da mezzo pounder sul castello di prua e sul corrimano del cassero. Per contenere il carico sulle estremità delle sue vecchie strutture, il cassero e il castello di prua dovevano essere tenuti disarmati.
Un anno dopo fece parte di una spedizione condotta contro Rochefort dall'ammiraglio Sir Edward Hawke, che non ebbe successo. La sua squadra, sotto il comando del viceammiraglio Charles Knowles, attaccò l'Île-d'Aix e costrinse la sua guarnigione ad arrendersi.
Il 30 gennaio 1758 il capitano Wittewrong fu sostituito al comando dal capitano Thomas Evans, con il vascello nave di bandiera di Sir Charles Hardy,  e salpò per il Nord America. Il Royal William partecipò all'attacco condotto dall'ammiraglio Edward Boscawen e dal generale James Wolfe contro la fortezza francese di Louisbourg (Nuova Scozia). Durante il corso dell'assedio vi fu un breve combattimento contro le navi francesi presenti a Louisbourg. L'anno successivo il Royal William tornò in Canada sotto il comando del capitano Hugh Pigot per unirsi all'attacco a Quebec. Dopo la battaglia della piana di Abraham e la conquista del Quebec, tornò in Inghilterra con a bordo il corpo del generale Wolfe rimasto ucciso nella battaglia.
Nel 1760 il Royal William fu nave ammiraglia di Boscawen quando prese il comando della flotta nella baia di Quiberon. Tuttavia, dopo una forte tempesta, Boscawen fu costretto a spostare la sua insegna sul Namur. Durante la spedizione contro Belle Île del 1761 fu distaccata con diverse altre navi per navigare al largo di Brest e impedire un contrattacco francese.
Rimesso in servizio nel gennaio 1771 al comando dal capitano Samuel Hood, fu posto in riserva a maggio. Per ordine dell'Ammiragliato del 16 marzo 1782 fu riarmato a Portsmouth da marzo ad agosto 1782 con armamento ridotto a 80 cannoni (28 carronate da 68 libbre (nel 1784 sostituite con quelle da 24 libbre), 28 cannoni da 28 libbre, 30 cannoni da 9 libbre).  La nave entrò in servizio il 6 maggio sotto il comando del capitano John Carter Allen e fu assegnata alla prima squadra della divisione d'avanguardia al comando del viceammiraglio Sir Samuel Barrington, che alzava la sua bandiera sul vascello da 100 cannoni Britannia da 100 cannoni.  Oltre al Britannia e al Royal William la squadra era composta dal vascello da 98 cannoni Atlas, dai vascelli da 74 cannoni Goliath e Ganges e da quello da 64 cannoni Ruby.
Assegnata alla squadra navale di Lord Howe, il Royal William prese scortò un convoglio di rifornimenti a Gibilterra e prese parte alla successiva battaglia di Capo Spartel. Quest'ultima azione pose fine al servizio attivo Royal William. Rimase in disarmo fino al 1790, quando fu rimessa in servizio fino al 16 settembre 1791 durante la mobilitazione contro la Spagna e successivamente, dal febbraio 1793 al 1812, fu nave ammiraglia dei comandanti della stazione navale di Portsmouth. Fu demolito a Portsmouth nel corso dell'agosto 1813.

### Annotazioni
1. ↑  Figlio dell'architetto navale che aveva progettato la prima nave di primo rango al mondo, la Sovereign of the Seas.
2. ↑  Un cannone con una canna lunga 7 piedi e un alesaggio di 7 pollici, simile al successivo cannone da 42pdr.
3. ↑  Questa è stata la prima di una serie di missioni contro la Francia. L'elemento delle forze di terra del raid doveva essere al comandato dal generale Sir John Mordaunt e la sua missione era quella di impadronirsi del porto, distruggerlo e poi andarsene. Dopo aver conquistato l'Ile d'Aix, divenne presto chiaro che la forza delle difese a Rochefort era stata gravemente sottovalutata e il resto della missione fu annullato.

### Fonti
1. 1 2  Lavery 2003, p. 161.
2. 1 2  Lavery 2003, p. 165.
3. ↑  Colledge, Warlow 2006, p. 276.
4. 1 2 3 4 5 6  Scienceandsociety.
5. ↑  Threedecks.
6. 1 2 3 4 5 6 7 8 9 10 11 12 13 14 15 16 17 18 19 20 21 22  Kent History Forum.
7. ↑  Clowes 1996a, p. 300.
8. ↑  Clowes 1996a, pp. 307-308.
9. ↑  Clowes 1996a, p. 349.
10. 1 2 3  Threedecks.
11. ↑  Clowes 1996b, p. 171.
12. ↑  Clowes 1996b, p. 185.
13. ↑  Clowes 1996b, pp. 206-209.
14. ↑  Clowes 1996b, p. 231.
15. ↑  Clowes 1996b, p. 235.